# Brasão de armas de Artsaque
O brasão de armas de Artsaque consiste de uma águia coroada. No peito da águia está um escudo com um panorama de uma cadeia montanhosa sobre uma bandeira de Artsaque disposta verticalmente. Sobre isto estão as duas cabeças de pedra; "Avó e Avô" (Տատիկ և Պապիկ, Tatik yev Papik) do monumento Nós Somos as Nossas Montanhas em Estepanaquerte, a capital de Artsaque. A águia segura nas patas vários produtos agrícolas como trigo e uvas. O desenho completa-se por uma fita circular com a inscrição "Lernayin Gharabaghi Artsakh Hanrapetoutioun" ("República Artsaque do Carabaque Montanhoso") em língua arménia oriental.